# سیم‌کشی با مقره و لوله

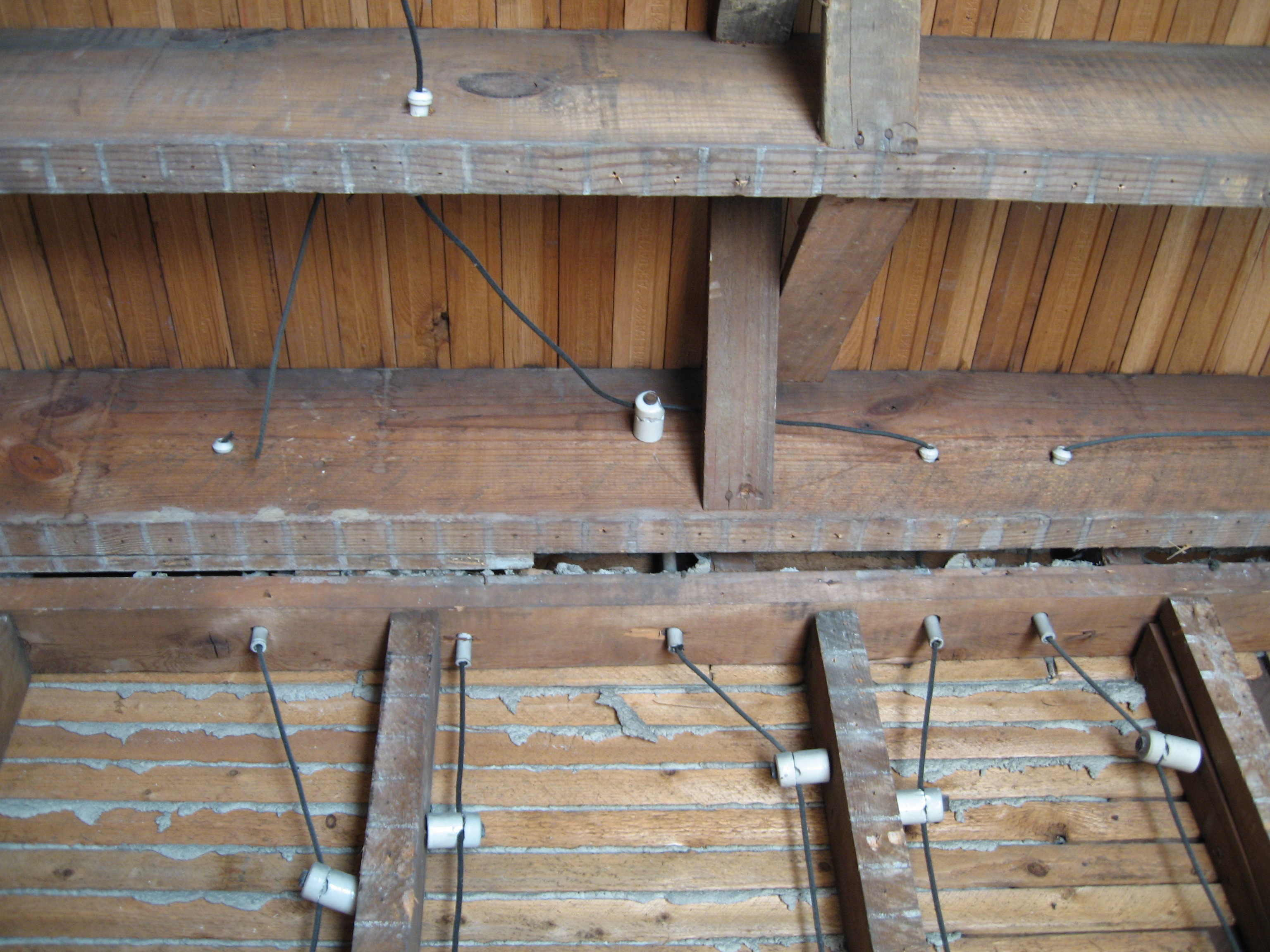
سیم کشی با مقره و لوله در خانه‌ای در سال ۱۹۳۰. نگاهی به سمت بالا در محل‌های وادار دیواری بالایی و تیرچه‌های سقفی مجاور را مشاهده کنید

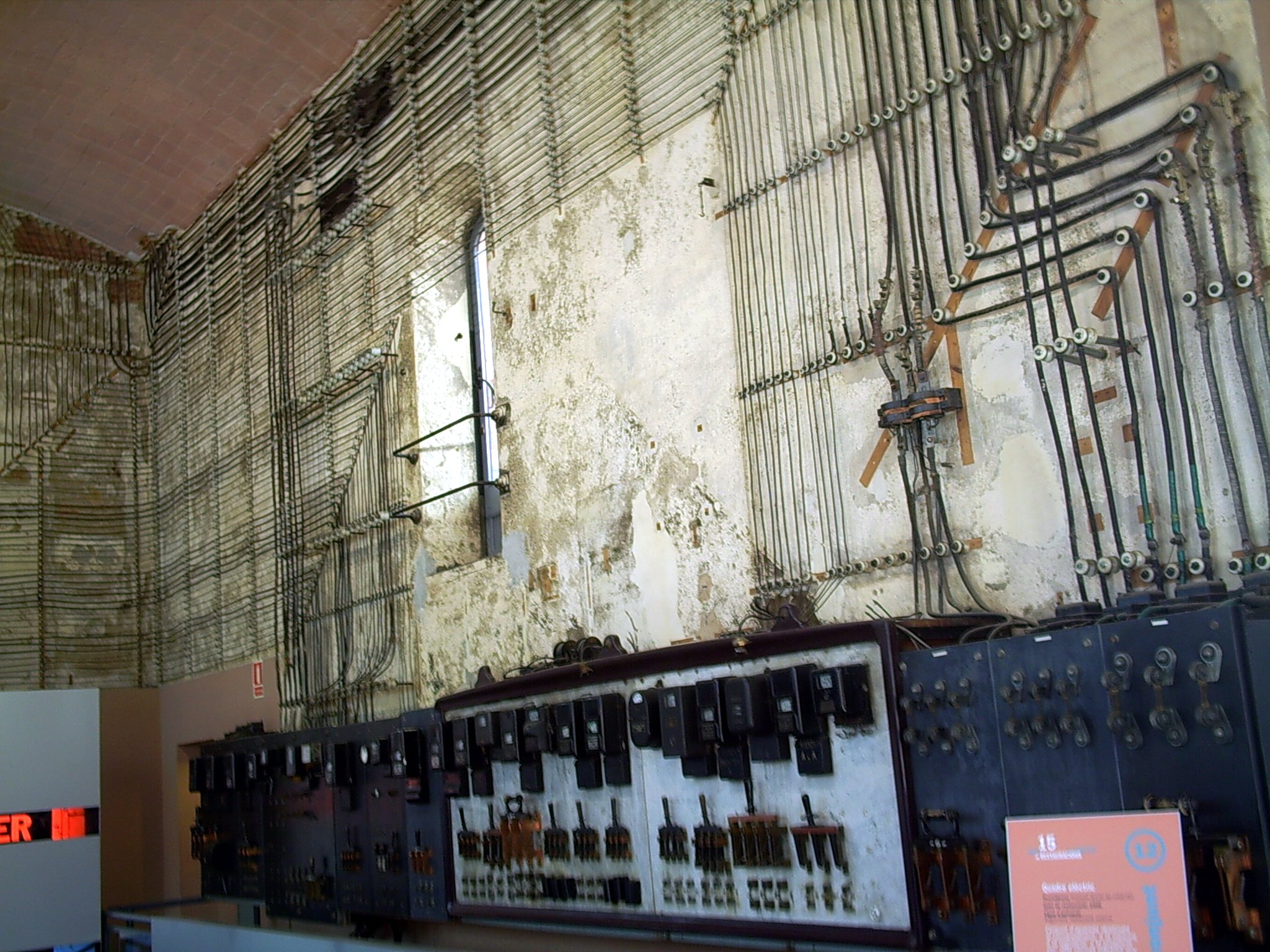
سیم‌کشی مقره و لوله مورد استفاده در یک کارخانه نساجی.

سیم‌کشی با مَقرِه و لوله (به انگلیسی: Knob-and-tube wiring) (گاهی اوقات به اختصار K&T) یک روش استاندارد اولیه سیم‌کشی برق در ساختمان‌ها است که از حدود ۱۸۸۰ تا ۱۹۳۰ در آمریکای شمالی رایج بود. این شامل رساناهای مسی تک‌عایق‌شده بود که در داخل حفره‌های دیوار یا سقف اجرا می‌شد و از سوراخ‌های-مته تیرچه و واداری از طریق لوله‌های عایق‌سازبارْفَتَن محافظ عبور می‌کرد و در امتداد طول خود بر روی عایق‌کننده‌های مقره چینی میخکوب‌شده پشتیبانی می‌شد. در جاهایی که رساناها وارد یک دستگاه سیم‌کشی مانند لامپ یا کلید می‌شوند یا به داخل دیوار کشیده می‌شوند، توسط غلاف‌گذاری عایق‌ساز پارچه‌ای انعطاف‌پذیر به نام بافندگی محافظت می‌شوند. اولین عایق‌بندی پارچه پنبه‌ای قیر-اشباع‌شده بود، سپس لاستیک رایج شد. بهم‌تابیدن سیم در چنین تأسیساتی برای استحکام مکانیکی خوب به یکدیگر تابیده‌شده، سپس لحیم‌شده و با نوار عایق‌ساز لاستیکی و نوار ورسایش (پارچه اشباع‌شده از قیر) پیچیده شده یا در داخل جعبه‌های تقسیم فلزی ساخته می‌شوند.

## بیشتر خواندن
- Cauldwell, Rex (2009). Wiring a house (4th ed.). Newtown, CT: Taunton Press. ISBN 978-1-60085-261-9.
- Shapiro, David E. (2010). Old electrical wiring: evaluating, repairing, and upgrading dated systems (2nd ed.). New York: McGraw-Hill. ISBN 978-0-07-166357-1. — written for professional electricians and advanced property owners
- Shapiro, David E. (2001). Your old wiring. New York: McGraw-Hill. ISBN 978-0-07-135701-2. — written for home owners and do-it-yourselfers